# Polomka
Polomka este o comună slovacă, aflată în districtul Brezno din regiunea Banská Bystrica, pe malul râului Hron. Localitatea se află la altitudinea de 614 m deasupra n.m., se întinde pe o suprafață de 94,02 km2 și în 2017 număra 2.982 de locuitori.

## Istoric
Localitatea Polomka este atestată documentar din 1525.

## Demografie
| An:                | 1994 | 2004   | 2014   | 2024   |
| ------------------ | ---- | ------ | ------ | ------ |
| Număr de persoane: | 3206 | 3162   | 3028   | 2859   |
| Diferență:         |      | −1,37% | −4,23% | −5,58% |

| An:                | 2023 | 2024   |
| ------------------ | ---- | ------ |
| Număr de persoane: | 2864 | 2859   |
| Diferență:         |      | −0,17% |